# Всемирные игры юных соотечественников
Всемирные игры юных соотечественников — международные спортивные соревнования среди детей соотечественников, проживающих за рубежом. Помимо спортивной составляющей, программа игр содержит культурно-образовательные мероприятий для детей.
Проводятся с 2015 года ежегодно Россотрудничеством совместно с Минспорта России, Минобрнауки России и Всероссийской федерацией школьного спорта. Является одним из наиболее масштабных ежегодных проектов для молодежи русскоязычной диаспоры за рубежом.

## Цели проведения
- Развитие взаимодействия с российскими соотечественниками за рубежом в сфере популяризации массового спорта и здорового образа жизни,
- Расширение представлений молодых соотечественников о культурном многообразии России.

Через свои зарубежные представительства организаторы игр помогают формированию команд по странам. В соответствии с Положением об играх они проводятся по 7 видам спорта: мини-футбол, волейбол, баскетбол 3х3, плавание, настольный теннис, шахматы. В 2018 году впервые в спортивную программу Игр вошла художественная гимнастика, также в перечень состязаний был добавлен конкурс «Диалоги на русском языке».

## Состязания
- «Баскетбол» — соревнования командные, проводятся среди команд юношей. Состав команды 4 участника (на площадке — 3 игрока, 1 запасной). Для всех матчей используется мяч шестого размера.
- «Визитная карточка» — в конкурсе принимают участие не менее 4 человек от каждой команды. Время выступления команды не более 5 минут.
- «Волейбол» — соревнования командные, проводятся среди смешанных команд, участвуют юноши и девушки. Состав команды — 6 игроков (в том числе 2 запасных). В поле — 4 игрока, в том числе минимум один юноша и одна девушка. Количество и порядок замен — не ограничены.
- «Диалоги на русском языке» — программа лично-командная, принимают участие не менее 4 человек из состава команды (независимо от пола). В программу конкурса также входят тестовое задание по русскому языку и русской литературе и устное выступление на тему русской речи и словесности (готовится заранее). Время выступления каждой команды до 5 минут.
- «Мини-футбол» — состав команды 8 участников (4 игрока в поле, 1 вратарь, 3 запасных).
- «Шахматы» — соревнования лично-командные, проводятся раздельно среди юношей и девушек, в 11 раундов по швейцарской системе. За несоблюдение принципов честной игры (уважительное поведение во время партии, читинг), команде засчитывается поражение в партии.

## История проведения мероприятий
Первые Всемирные игры юных соотечественников прошли в 2015 году на территории Сочи и были посвящены 70-летию Победы в Великой Отечественной войне. Вторые игры проводились через год (2016) также в Сочи, основной тематикой этого года был русский язык. В 2017 году игры проводились на территории Казани, в этом году к основным состязаниям была добавлена новая интеллектуальная игра «Диалоги на русском». Четвёртые игры проводились в 2018 году в Казани. Юбилейные пятые Всемирные игры юных соотечественников проводились в 2019 году в Ханты-Мансийске. В 2020 году были приняты изменения в рамках предотвращения распространения коронавирусной инфекции на территории России, отборочные этапы были перенесены на несколько месяцев вперед, также были внесены изменения в количестве участников в финальном этапе игр.

## Объекты проведения мероприятий
- Ледовый дворец спорта
- Стадион «Югра-Атлетикс»
- Центр развития теннисного спорта
- Югорская шахматная академия